# جائزة ألمانيا الكبرى للدراجات النارية 2014
جائزة ألمانيا الكبرى للدراجات النارية 2014 هو سباق دراجات نارية أقيم بتاريخ 13 يوليو 2014 في هوينشتاين-إرنستال، ألمانيا. كان الجولة التاسعة من أصل 18 في سباق الجائزة الكبرى للدراجات النارية موسم 2014. فاز الإسباني مارك ماركيث بفئة الموتو جي بي بينما جاء الإسباني داني بيدروسا في المركز الثاني وحصل على المركز الثالث الإسباني خورخي لورنزو.

## وصلات خارجية
- الموقع الرسمي